# Henry Champ
Stephen Henry Champ (12 juillet 1937 - 23 septembre 2012) est un journaliste canadien chevronné ayant travaillé pour CTV News, NBC News et CBC News.

## Biographie
Champ est né à Brandon, au Manitoba, et a étudié les arts à l'Université de Brandon en 1957 et en 1958 (il n'a pas obtenu son diplôme  ). Pour son premier emploi de journaliste, en 1960, il fut journaliste sportif au Brandon Sun.  Il a ensuite fait la transition vers la télévision, travaillant comme correspondant de nouvelles à CTV pendant quinze ans, où il a obtenu le rôle de chef de bureau pour CTV à Washington et Londres.
Il a été parmi les derniers correspondants à quitter le Vietnam lors de la chute de Saïgon et parmi les premiers journalistes canadiens à être admis en Chine.
Champ a également contribué à la série de magazines d'information CTV W5 entre 1978 et 1982. Au cours de cette période, ses articles ont gagné en notoriété. Il a dénoncé la corruption et la mauvaise gestion de l'aide étrangère canadienne à Haïti, la brutalité policière à Toronto et le sort d'un citoyen canadien emprisonné à tort au Texas, entre autres sujets.
Il a ensuite déménagé aux États-Unis où il a agi à titre de correspondant de NBC News  pendant dix ans. Il a été affecté aux bureaux du réseau à Francfort, Londres et Varsovie, servant également pendant cinq ans en tant que correspondant au Congrès des États-Unis à Washington.
En 1993, il est revenu au Canada. À Halifax, Nouvelle-Écosse, il devint présentateur de nouvelles pour CBC News: Morning.
Champ a reçu un doctorat honorifique en droit de l'Université de Brandon en 2005.
Il a pris sa retraite de la CBC en novembre 2008 après avoir été correspondant à Washington pour CBC Newsworld. Au cours de deux mandats de trois ans commençant en 2008, il a été chancelier de l'Université de Brandon.
Les contributions professionnelles de Champ ont été récompensées par le prix du président 2009 de la Radio-Television News Directors Association of Canada (RTNDA).
Il a continué à écrire un blog pour le site Web des nouvelles de la CBC jusqu'à sa mort   en 2012, sur sa ferme à l'extérieur de Washington. Il laisse une femme et cinq enfants issus de deux mariages.